# Solar dos Condes de Fijó

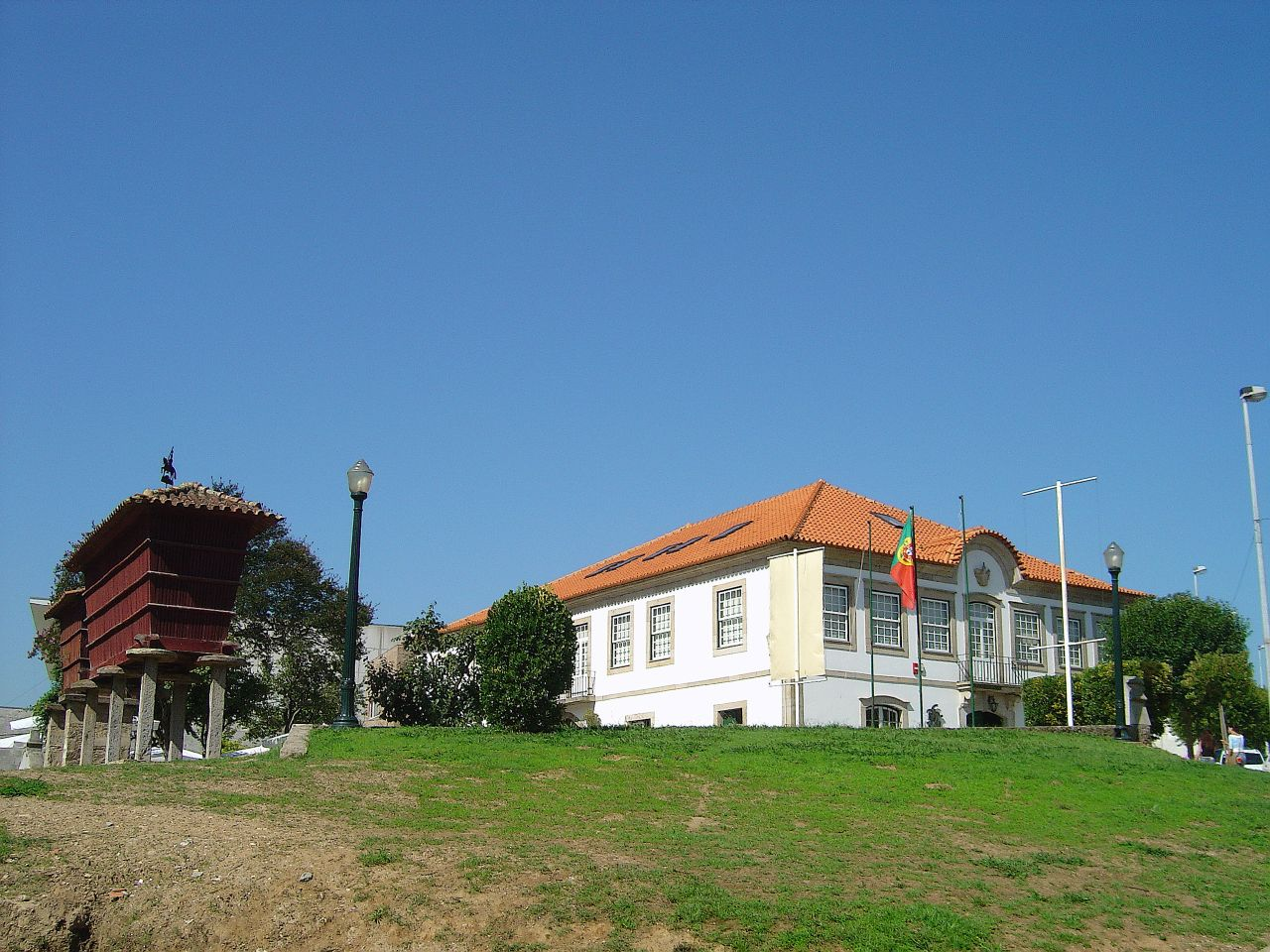

O Solar dos Condes de Fijó está localizado na Rua António Castro Corte Real, em pleno centro histórico de Santa Maria da Feira. Hoje, o edifico alberga o Centro de Cultura e Recreio do Orfeão da Feira.